# One US Bank Plaza
El One US Bank Plaza (anteriormente One Mercantile Center, Mercantile Trust Tower y Firstar Center) es un edificio de 36 pisos en el centro de la ciudad de San Luis, en el estado de Misuri (Estados Unidos). El edificio de 147,5 metros de altura está coronado por una antena que eleva el edificio total a 180 m. Su construcción comenzó en 1973 y terminó en 1976. Fue el edificio más alto de la ciudad hasta 1986, cuando s construyó el  One AT&T Center.
En la década de 1990, el edificio Ambassador que se encontraba junto a él fue demolido y pasó a formar parte de la plaza del edificio. En la actualidad es el cuarto edificio más alto de la ciudad.
El edificio tiene un estilo expresionista estructural. Fue construido originalmente para Mercantile Bancorporation, que fue comprado por Firstar en 1999 y luego se convirtió en U.S. Bancorp en 2001.